# Força de Voluntários do Ulster
A Força Voluntária do Ulster (UVF) é um grupo paramilitar leal ao Ulster. Surgiu em 1966, sendo que seu primeiro líder foi Gusty Spence, um ex-soldado do Exército Britânico da Irlanda do Norte. O grupo empreendeu uma campanha armada de quase trinta anos durante os conflitos na Irlanda do Norte. Declarou um cessar-fogo em 1994 e encerrou oficialmente sua campanha em 2007, embora alguns de seus membros tenham continuado a praticar violência e atividades criminosas. O grupo é classificado como organização terrorista pelo Reino Unido e pela República da Irlanda.
Os objetivos declarados do UVF eram combater o republicanismo irlandês - particularmente o Exército Republicano Irlandês (IRA) - e manter o status da Irlanda do Norte como parte do Reino Unido. Foi responsável por mais de 500 mortes. A grande maioria (mais de dois terços) de suas vítimas eram civis católicos irlandeses, que muitas vezes eram mortos ao acaso. Durante o conflito, seu ataque mais mortal na Irlanda do Norte foi o atentado à bomba de McGurk's Bar em 1971, que matou quinze civis. O grupo também realizou ataques na República da Irlanda de 1969 em diante. O maior deles foi o bombardeio de Dublin e Monaghan em 1974, que matou 34 civis, tornando-o o ataque terrorista mais mortal do conflito. Os carros-bomba sem aviso foram executados por unidades das brigadas de Belfast e Mid-Ulster. A Brigada Mid-Ulster também foi responsável pelos assassinatos de Miami Showband em 1975, nos quais três membros da popular banda irlandesa foram mortos a tiros em um falso posto de controle militar por homens armados em uniformes do Exército Britânico. Dois homens da UVF foram acidentalmente explodidos neste ataque. O último grande ataque do UVF foi o massacre de Loughinisland em 1994, no qual seus membros mataram seis civis católicos em um pub rural. Até anos recentes, era conhecido por sigilo e uma política de associação seletiva e limitada. O outro principal grupo paramilitar leal durante o conflito foi a Associação de Defesa do Ulster (UDA), que tinha um número muito maior de membros.
Desde o cessar-fogo, o UVF está envolvido em distúrbios, tráfico de drogas e crime organizado. Alguns membros também foram considerados responsáveis por orquestrar uma série de ataques racistas.